# Ładysław Panufnik

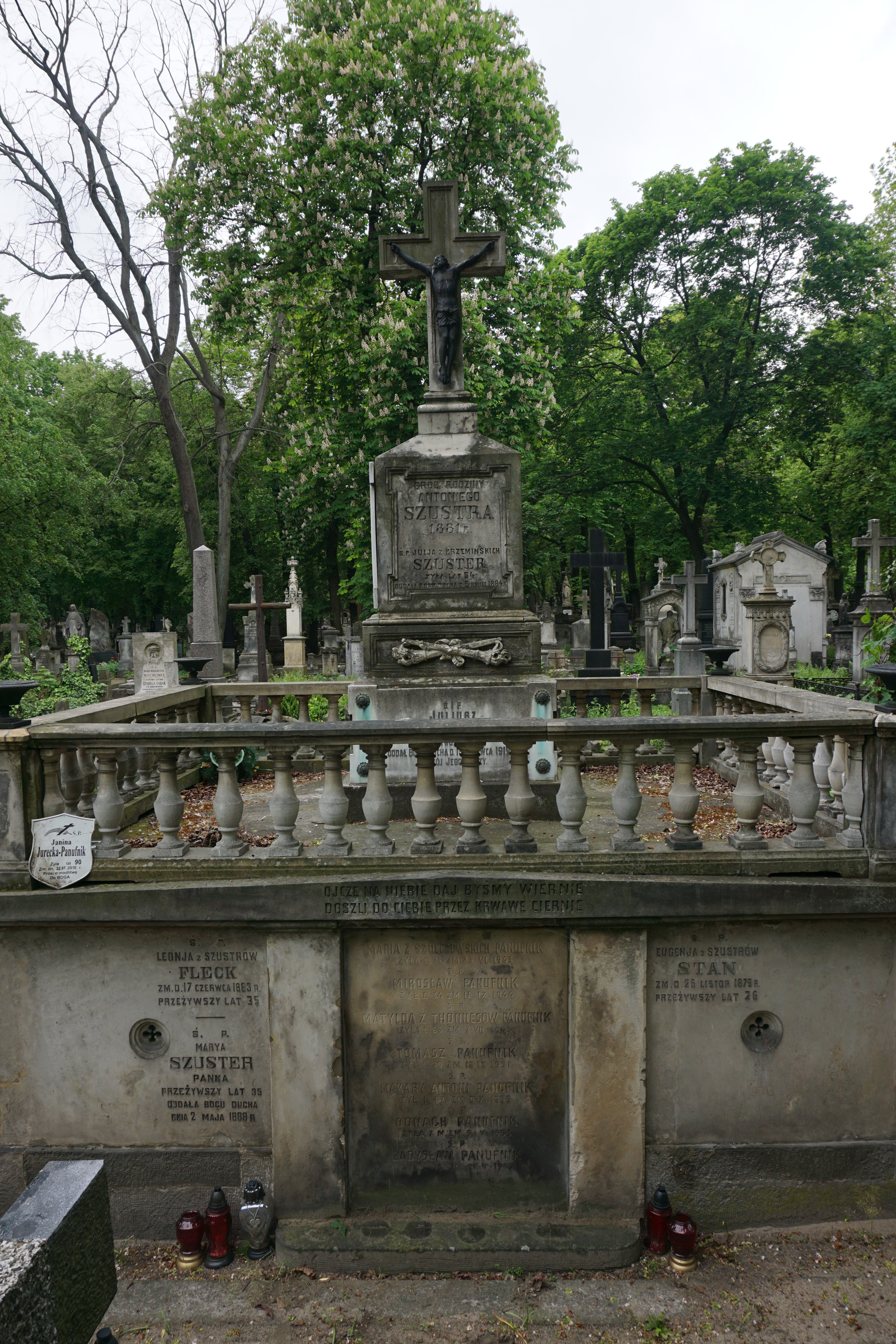
Grób Ładysława Panufnika na cmentarzu Powązkowskim

Ładysław Panufnik (ur. 15 marca 1901, zm. 21 maja 1977) – kapitan artylerii Wojska Polskiego, major w ludowym Wojsku Polskim.

## Życiorys
Urodził się 15 marca 1901. Po odzyskaniu przez Polskę niepodległości został przyjęty do Wojska Polskiego. Został awansowany do stopnia podporucznika rezerwy administracji dział gospodarczy ze starszeństwem z dniem 1 września 1921. W 1923, 1924 był oficerem rezerwowym Okręgowego Zakładu Gospodarczego nr IX w Brześciu, zatrzymanym w służbie czynnej i w 1923 pracującym wówczas w Komisji Gospodarczej Szpitala Rejonowego w Białymstoku. Został przeniesiony do artylerii i awansowany do stopnia porucznika 1 sierpnia 1923. Na przełomie lat 20. i 30. był oficerem 15 pułku artylerii polowej w Bydgoszczy. Na stopień kapitana został mianowany ze starszeństwem z dniem 1 stycznia 1936 i 37. lokatą w korpusie oficerów artylerii. Wiosną 1939 roku pełnił służbę w Szkole Podchorążych Artylerii w Toruniu na stanowisku instruktora łączności II dywizjonu szkolnego.
Po wybuchu II wojny światowej 1939 brał udział w kampanii wrześniowej. Po wojnie, w 1946 był w stopniu majora w ludowym Wojsku Polskim.
Zmarł 21 maja 1977. Został pochowany w grobowcu rodziny Szuster na cmentarzu Powązkowskim w Warszawie (kwatera 22-5-25).

## Publikacje
- Zarys historji wojennej 15-go pułku artylerii polowej wielkopolskiej. Warszawa: Zakłady Graficzne „Polska Zjednoczona”, 1929, seria: Zarys historii wojennej pułków polskich 1918–1920.
- Jak chronić się przed działaniem broni atomowej (1957)
- Zagadnienia broni atomowej w świetle zainteresowań terenowej obrony przeciwlotniczej (1956)

Przekłady z języka rosyjskiego
- Broń atomowa i obrona przeciwatomowa (1959, autorzy: Aleksej Petrovič Gluško, Leonid Kuz'mič Markov, Lev Pavlovič Pilûgin)
- Energia jądrowa w lotnictwie i technice rakietowej. Zbiór artykułów (1961)
- Działanie rażące wybuchu jądrowego (1962, autorzy: Anatolij Ivanovič Ivanov, Gieorgij Iosifovič Rybkin)
- Radzieckie wojska rakietowe (1968, autor: Petr Timofeevič Astašenkov)

## Odznaczenia i ordery
- Złoty Krzyż Zasługi (1946)[14]
- Srebrny Krzyż Zasługi (przed 1939)[9]